# Głuchołazy Zdrój
Głuchołazy Zdrój – przystanek osobowy, dawna stacja kolejowa, w Głuchołazach, w województwie opolskim, w Polsce. Znajduje się tu 1 peron.